# Ischiopsopha utakwa
Ischiopsopha utakwa är en skalbaggsart som beskrevs av Jan Krikken 1983. Ischiopsopha utakwa ingår i släktet Ischiopsopha och familjen Cetoniidae. Inga underarter finns listade i Catalogue of Life.